# نیکو بیر (بازیکن فوتبال)
نیکو بیر (انگلیسی: Nico Beyer؛ زادهٔ ۲۲ سپتامبر ۱۹۹۶) بازیکن فوتبال اهل آلمان است.